# Đồng hồ sáu giờ

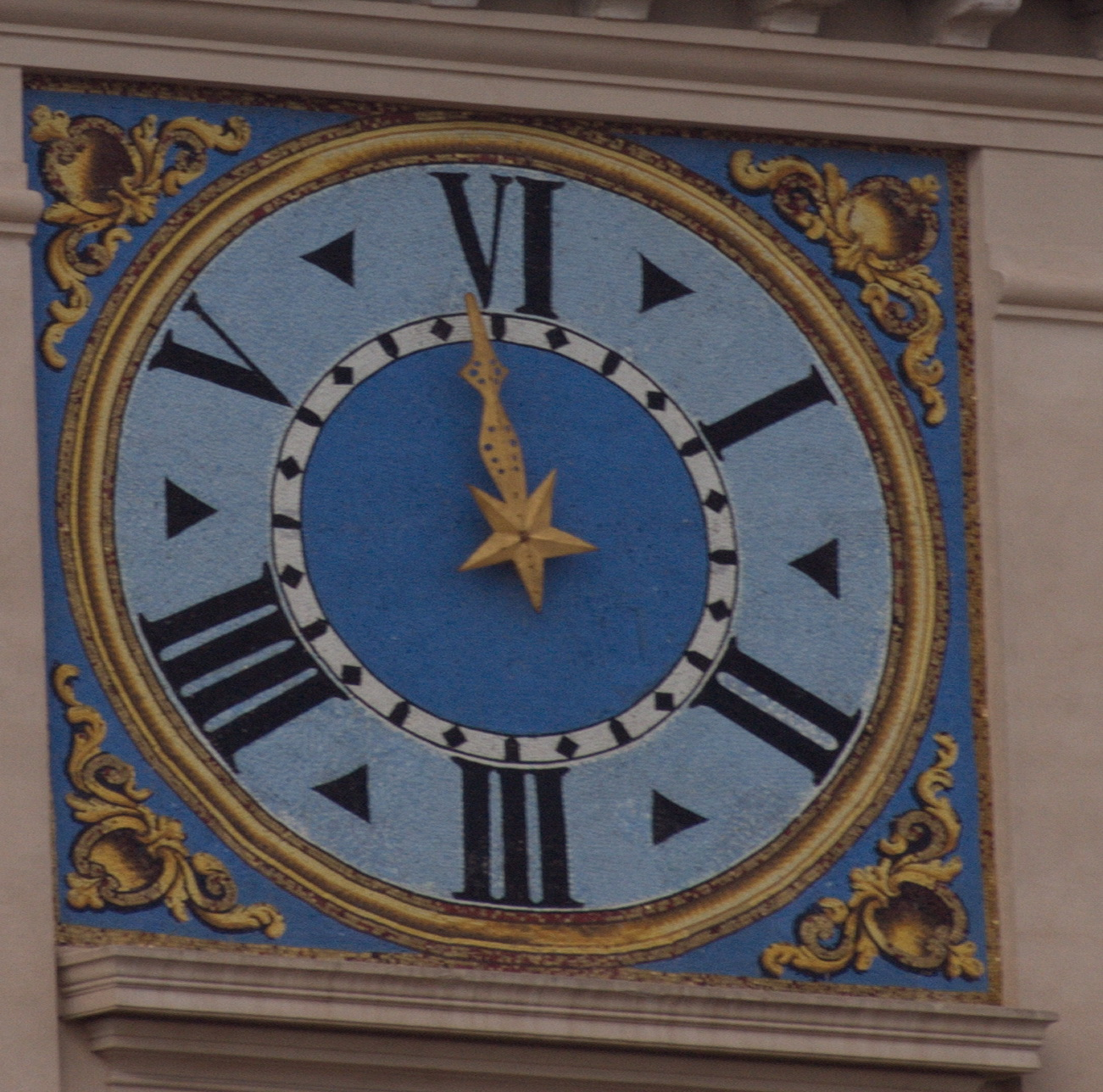
Đồng hồ sáu giờ tại Cung điện Quirinal, Roma

Đồng hồ sáu giờ hay đồng hồ 6 giờ (tiếng Anh: six-hour clock) là một quy ước thời gian mà 24 giờ trong một ngày được chia thành 4 giai đoạn gọi là 4 quý, mỗi quý có 6 giờ. Quy ước này ít phổ biến hơn đồng hồ 24 giờ và đồng hồ 12 giờ.
Các giờ của mỗi quý được đánh số là: 6, 1, 2, 3, 4 và 5. Các quý được ký hiệu là: SA (sáng) - quý 1, TR (trưa) - quý 2, CH (chiều) - quý 3 và TÔ (tối) - quý 4.
| 24 giờ | 6 giờ               |
| ------ | ------------------- |
| 00:00  | 6:00 SA (nửa đêm)   |
| 01:00  | 1:00 SA             |
| 02:00  | 2:00 SA             |
| 03:00  | 3:00 SA             |
| 04:00  | 4:00 SA             |
| 05:00  | 5:00 SA             |
| 06:00  | 6:00 TR             |
| 07:00  | 1:00 TR             |
| 08:00  | 2:00 TR             |
| 09:00  | 3:00 TR             |
| 10:00  | 4:00 TR             |
| 11:00  | 5:00 TR             |
| 12:00  | 6:00 CH (giữa trưa) |
| 13:00  | 1:00 CH             |
| 14:00  | 2:00 CH             |
| 15:00  | 3:00 CH             |
| 16:00  | 4:00 CH             |
| 17:00  | 5:00 CH             |
| 18:00  | 6:00 TÔ             |
| 19:00  | 1:00 TÔ             |
| 20:00  | 2:00 TÔ             |
| 21:00  | 3:00 TÔ             |
| 22:00  | 4:00 TÔ             |
| 23:00  | 5:00 TÔ             |

## Tại Ý
Đồng hồ sáu giờ là một hệ thống ký hiệu ngày và giờ ở Ý được phát minh trước đồng hồ 24 giờ hiện đại. Trong hệ thống này, ngày bắt đầu vào buổi tối, khi hoàng hôn kết thúc, khoảng nửa giờ sau khi mặt trời lặn, và 24 giờ tiếp theo được chia thành bốn quý, mỗi quý sáu giờ.
Theo lịch sử, một số hệ thống tính giờ cổ đại khác được biết là bắt đầu một ngày vào lúc chạng vạng. Trong trường hợp này, thông lệ ở Ý có từ thời Trung cổ, ở lãnh địa Giáo hoàng, sau đó lan sang các vùng khác ở miền trung nước Ý. Nó bắt nguồn từ truyền thống đan sĩ chia ngày theo giờ cầu nguyện. Mặc dù phổ biến từ những năm 1400 đến những năm 1600, nhưng nó đã được thay thế bằng đồng hồ 12 giờ đầu tiên ở miền bắc và ở miền nam vào khoảng đầu những năm 1800.
Nhiều tòa nhà lịch sử ở Ý có mặt đồng hồ cổ được chia thành sáu giờ, quay bốn vòng mỗi ngày.
Một chiếc đồng hồ chỉ đếm sáu giờ có ưu điểm là đơn giản hơn nhiều về mặt cơ học.

## Tại Đông Nam Á
Đồng hồ sáu giờ cũng là hệ thống tính giờ truyền thống được sử dụng trong tiếng Thái và trước đây là tiếng Lào và tiếng Khmer, cùng với đồng hồ 24 giờ chính thức. Giống như các hệ thống phổ biến khác, nó đếm hai mươi bốn giờ trong một ngày, nhưng nó chia ngày thành bốn quý, đếm sáu giờ trong mỗi quý. Giờ trong mỗi quý (trừ giờ thứ sáu) được nói bằng các từ hoặc cụm từ chỉ thời gian, đó là:
- ... mong chao (tiếng Thái: ...โมงเช้า, [mōːŋ tɕʰáːw]) nửa đầu của ban ngày (07:00 to 12:59)
- Bai ... mong (บ่าย...โมง, [bàːj mōːŋ]) nửa sau của ban ngày (13:00 to 18:59)
- ... thum (...ทุ่ม, [tʰûm]) nửa đầu của ban đêm (19:00 to 00:59)
- Ti ... (ตี..., [tīː]) nửa sau của ban đêm (01:00 to 06:59)

Những thuật ngữ này được cho là có nguồn gốc từ âm thanh của các dụng cụ đo thời gian truyền thống. Cồng được sử dụng để báo giờ vào ban ngày và trống vào ban đêm. Do đó, các thuật ngữ mong, một từ tượng thanh của tiếng cồng, và thum, từ tượng thanh của tiếng trống. Ti là một động từ có nghĩa là đánh hoặc đập, và được cho là có nguồn gốc từ hành động đánh vào chính dụng cụ đo thời gian. Chao và bai lần lượt được dịch là sáng và chiều, và giúp phân biệt hai quý ban ngày.
Giờ thứ sáu của mỗi quý được chỉ ra bằng một tập hợp các thuật ngữ khác nhau. Giờ thứ sáu lúc bình minh được gọi là yam rung (ย่ำรุ่ง, [jâm rûŋ]), và giờ thứ sáu lúc hoàng hôn được gọi là yam kham (ย่ำค่ำ, [jâm kʰâm]), cả hai đều ám chỉ hành động đánh cồng hoặc trống liên tiếp để báo hiệu sự chuyển đổi ngày-đêm (yam), trong đó rung và kham, có nghĩa là bình minh và hoàng hôn, biểu thị thời gian của những sự kiện này. Giờ giữa trưa và nửa đêm lần lượt được gọi là thiang (เที่ยง , [tʰîaːŋ], hoặc thiang wan, เที่ยงวัน, [tʰîaːŋ wān]) và thiang khuen (เที่ ยงคืน, [tʰîaːŋ kʰɯ̄ːn]), cả hai đều dịch theo nghĩa đen là giữa trưa và nửa đêm.
Hệ thống này đã được sử dụng dưới một số hình thức kể từ thời Vương quốc Ayutthaya, nhưng chỉ được Vua Chulalongkorn biên soạn tương tự như hình thức hiện tại vào năm 1901 trong Công báo Hoàng gia 17:206. Ngày nay, nó chỉ được sử dụng trong lời nói thông tục.
Hệ thống đồng hồ sáu giờ đã bị bãi bỏ ở Lào và Campuchia trong thời Campuchia thuộc Pháp, và hệ thống đồng hồ 24 giờ của Pháp (ví dụ: 3h00) đã được sử dụng kể từ đó.

### Định dạng đồng hồ
So sánh các hệ thống như sau:
| Ý nghĩa    | 6 giờ                | 6 giờ                            | 6 giờ (cách gọi khác) | 6 giờ (cách gọi khác)  | 24 giờ       | 12 giờ   |
| Ý nghĩa    | Tiếng Thái           | RTGS                             | Tiếng Thái            | RTGS                   | 24 giờ       | 12 giờ   |
| ---------- | -------------------- | -------------------------------- | --------------------- | ---------------------- | ------------ | -------- |
| 1 giờ sáng | ตีหนึ่ง                 | ti nueng                         | ตีหนึ่ง                  | ti nueng               | 01:00        | 1:00 SA  |
| 2 giờ sáng | ตีสอง                 | ti song                          | ตีสอง                  | ti song                | 02:00        | 2:00 SA  |
| 3 giờ sáng | ตีสาม                 | ti sam                           | ตีสาม                  | ti sam                 | 03:00        | 3:00 SA  |
| 4 giờ sáng | ตีสี่                   | ti si                            | ตีสี่                    | ti si                  | 04:00        | 4:00 SA  |
| 5 giờ sáng | ตีห้า                  | ti ha                            | ตีห้า                   | ti ha                  | 05:00        | 5:00 SA  |
| 6 giờ trưa | ตีหก, ย่ำรุ่ง            | ti hok, yam rung                 | ตีหก, หกโมงเช้า         | ti hok, hok mong chao  | 06:00        | 6:00 SA  |
| 1 giờ trưa | โมงเช้า               | mong chao                        | เจ็ดโมง (เช้า)*         | chet mong (chao)*      | 07:00        | 7:00 SA  |
| 2 giờ trưa | สองโมงเช้า            | song mong chao                   | แปดโมง (เช้า)*         | paet mong (chao)*      | 08:00        | 8:00 SA  |
| 3 giờ trưa | สามโมงเช้า            | sam mong chao                    | เก้าโมง (เช้า)*         | kao mong (chao)*       | 09:00        | 9:00 SA  |
| 4 giờ trưa | สี่โมงเช้า              | si mong chao                     | สิบโมง (เช้า)*          | sip mong (chao)*       | 10:00        | 10:00 SA |
| 5 giờ trưa | ห้าโมงเช้า             | ha mong chao                     | สิบเอ็ดโมง (เช้า)*       | sip et mong (chao)*    | 11:00        | 11:00 SA |
| giữa trưa  | เที่ยงวัน               | thiang wan                       | เที่ยงวัน                | thiang wan             | 12:00        | 12:00 SA |
| 1 giờ trưa | บ่ายโมง               | bai mong                         | บ่ายโมง                | bai mong               | 13:00        | 1:00 CH  |
| 2 giờ trưa | บ่ายสองโมง            | bai song mong                    | บ่ายสองโมง             | bai song mong          | 14:00        | 2:00 CH  |
| 3 giờ trưa | บ่ายสามโมง            | bai sam mong                     | บ่ายสามโมง             | bai sam mong           | 15:00        | 3:00 CH  |
| 4 giờ trưa | บ่ายสี่โมง              | bai si mong                      | บ่ายสี่โมง**             | bai si mong**          | 16:00        | 4:00 CH  |
| 5 giờ trưa | บ่ายห้าโมง             | bai ha mong                      | บ่ายห้าโมง**            | bai ha mong**          | 17:00        | 5:00 CH  |
| 6 giờ tối  | หกโมงเย็น, ย่ำค่ำ       | hok mong yen, yam kham           | หกโมงเย็น              | hok mong yen           | 18:00        | 6:00 CH  |
| 1 giờ tối  | หนึ่งทุ่ม                | nueng thum                       | หนึ่งทุ่ม                 | nueng thum             | 19:00        | 7:00 CH  |
| 2 giờ tối  | สองทุ่ม                | song thum                        | สองทุ่ม                 | song thum              | 20:00        | 8:00 CH  |
| 3 giờ tối  | สามทุ่ม                | sam thum                         | สามทุ่ม                 | sam thum               | 21:00        | 9:00 CH  |
| 4 giờ tối  | สี่ทุ่ม                  | si thum                          | สี่ทุ่ม                   | si thum                | 22:00        | 10:00 CH |
| 5 giờ tối  | ห้าทุ่ม                 | ha thum                          | ห้าทุ่ม                  | ha thum                | 23:00        | 11:00 CH |
| nửa đêm    | หกทุ่ม, เที่ยงคืน, สองยาม | hok thum, thiang khuen, song yam | หกทุ่ม, เที่ยงคืน          | hok thum, thiang khuen | 24:00, 00:00 | 12:00 CH |

* Từ chao (เช้า) ở đây là tùy chọn vì các số từ 7 đến 11 không được sử dụng ở nơi khác
** Trong đàm thoại, si mong yen (สี่โมงเย็น) và ha mong yen (ห้าโมงเย็น) cũng được nói nếu được coi là buổi tối